# 维佐拉提契诺
维佐拉提契诺（義大利語：Vizzola Ticino）是意大利瓦雷泽省的一个市镇。总面积7平方公里，人口578人，人口密度82.6人/平方公里（2009年）。国家统计（ISTAT）代码为012140。